# The Original British Hit Singles
The Original British Hit Singles 1956-1964 es un recopilatorio de Little Richard producido por ACE Records en 1999 reuniendo los sencillos aparecidos durante ese periodo en el Reino Unido. El disco fue compilado por John Broven para ACE Records bajo licencia de Fantasy Records, incluyendo un total de 26 canciones, varias de las cuales no aparecieron en su momento en ningún álbum. El presente disco es uno de los muchos recopilatorios que aparecen cada tanto desde 1992, año en que Little Richard grabó por última vez, a la fecha.

## Tracklisting
- Rip It Up
- Ready Teddy
- Long Tall Sally
- Tutti Frutti
- The Girl Can't Help It
- She Got It
- Lucille
- Send Me Some Lovin'
- Jenny Jenny
- Miss Ann
- Keep On Knockin'
- Can't Believe You Wanna Leave
- Good Golly Miss Molly
- Hey, Hey, Hey, Hey (Going Back To Birmingham)
- Ooh! My Soul
- True Fine Mama
- Baby Face
- Boo Hoo Hoo Hoo (I'll Never Let You Go)
- By The Light Of The Silvery Moon
- Early One Morning
- Kansas City
- She Knows How To Rock
- Baby
- I Got It
- Bama Lama Bama Loo
- Annie Is Back

Temas 1-4 y 6 grabados en 1956
Temas 5, 7-12 grabados en 1957
Temas 13-18 grabados en 1958
Temas 19-22 grabados en 1959
Temas 23-24 grabados en 1960
Temas 25-26 grabados en 1964
- Datos: Q6144975